# Rigidella
Rigidella é um género botânico pertencente à família Iridaceae.